# Кириченко, Иван Фёдорович
Ива́н Фёдорович Кириче́нко (укр. Іван Федорович Кириченко; 22 января 1902, Черкассы, Киевская губерния, 23 сентября 1981, Москва, СССР) — советский военачальник, генерал-лейтенант танковых войск, участник гражданской войны, боёв на реке Халхин-Гол и Великой Отечественной войны, Герой Советского Союза (1945).
В годы Великой Отечественной войны прошёл путь от заместителя командира 22-го танкового полка 11-й танковой дивизии 2-го механизированного корпуса до командира 9-го танкового корпуса. Летом 1941 года полковник И. Ф. Кириченко воевал в составе 9-й и 12-й армий Южного фронта, участвовал в оборонительных боях в Молдавии и в Тирасполь-Мелитопольской оборонительной операции, вышел из Уманского котла. Затем проявил себя на Западном фронте осенью и зимой 1941 года, командуя 9-й танковой бригадой. В 1942—1943 года участвовал в Сталинградской битве по предотвращению попытки группы армий «Дон» Манштейна деблокировать окруженную в Сталинграде 6-ю армию Паулюса (Котельниковская операция) и в Ростовской наступательной операции. В качестве командира 29-го танкового корпуса участвовал в танковом сражении под Прохоровкой в ходе Курской битвы. В январе 1944 года его корпус отличился при освобождении областного центра Украины — Кировограда, а в марте-апреле 1944 года он освободил города Умань (Черкасская область Украины) и Сороки (Молдавия). Генерал-лейтенант танковых войск И. Ф. Кириченко особенно отличился в январе 1945 года в должности командира 9-го танкового корпуса, который под его умелым руководством в ходе Варшавско-Познанской наступательной операции прорвал немецкую оборону на левом берегу реки Висла и освободил польские города Радом, Лодзь, Калиш и Сулехув, выйдя к реке Одер.

## Биография

### Ранние годы
Родился 9 (22) января 1902 года в городе Черкассы (ныне Украина), в крестьянской семье. Украинец. Окончил начальную школу. Работал учеником и рабочим в типографии.

### Гражданская война
В РККА с августа 1919 года. Зачислен красноармейцем в маршевую роту в городе Мошны, с марта 1920 года — командир отделения в 5-м отдельном и 1-м советском стрелковых полках. Участник Гражданской войны, воевал на Южном фронте против войск генералов А. И. Деникина и П. Н. Врангеля.
В марте-августе 1921 года — младший командир 459-го стрелкового полка 153-й бригады на Украине, затем направлен на учёбу.

### Межвоенные годы
В 1923 году окончил 94-е подготовительные курсы в Одессе, в 1925 году — 13-ю Одесскую пехотную школу. С августа 1925 по октябрь 1930 года — командир взвода, врид командира пулемётной роты и командира стрелковой роты, командир взвода полковой школы, помощник командира роты по политчасти, командир роты одногодичников в 131-м стрелковом полку Украинского военного округа (Житомир). Член ВКП(б)/КПСС с 1927 года.
В 1930 году окончил Киевские военные политические курсы, в 1932 году — Ленинградские бронетанковые курсы усовершенствования комсостава РККА (затем вторично окончил их в 1935 году). С 1932 года — командир танковой роты, командир учебной роты, начальник штаба и командир отдельного танкового батальона 44-й стрелковой дивизии Украинского военного округа.
С января 1938 года — в специальной командировке в Монгольской Народной Республике, инструктор бронедивизиона 6-й кавалерийской дивизии МНРА, участвовал в боях с японскими войсками на реке Халхин-Гол в 1939 году.
С июля 1940 года — заместитель командира 22-го танкового полка 11-й танковой дивизии 2-го механизированного корпуса Одесского военного округа.

### В годы Великой Отечественной войны
Участник Великой Отечественной войны с июня 1941 года. В той же должности воевал в составе 9-й и 12-й армий Южного фронта, участвовал в оборонительных боях в Молдавии и в Тирасполь-Мелитопольской оборонительной операции, вышел из Уманского котла, где корпус погиб.
Проявил себя на Западном фронте осенью и зимой 1941 года, командуя с сентября 1941 года 9-й танковой бригадой. Выгрузившись на станции Балабаново, бригада полковника И. Ф. Кириченко с ходу вступила в бой с наступавшими немецкими войсками в районе занятых ими городов Калужской и Московской областей — Малоярославца и Наро-Фоминска. Танкисты бригады Кириченко, в числе прочих частей и соединений 33-й и 43-й армий, в конце октября 1941 года прочно закрепились на рубеже реки Нара по Варшавскому шоссе. Оборона была организована с помощью системы засад. Танки были поставлены в капониры — глубокие траншеи, откуда видна одна танковая башня, что затрудняло попадание снарядов и бомб противника. С 19 по 28 октября танкисты бригады Кириченко по 5-6 раз в сутки отражали атаки противника, суммарно уничтожив 7 танков и два батальона пехоты. 1 ноября за проявленные мужество и отвагу начальник отдела АБиТВ полковник С. П. Чернобай представил И. Ф. Кириченко к ордену Ленина (награждён 2 января 1942 года).
Можайский рубеж удерживался до 26 ноября 1941 года.
9-11 декабря 5 оставшихся танков бригады поддерживали наступление частей 2-й гвардейской кавалерийской дивизии при освобождении города Сталиногорска.
5 января 1942 года «за проявленную отвагу в боях с немецкими захватчиками, за стойкость, мужество, дисциплину и организованность, за героизм личного состава» 9-я танковая бригада была преобразована во 2-ю гвардейскую танковую бригаду. Зимой и весной 1942 года бригада наступала под Москвой.
С ноября 1942 года — заместитель командира 2-го гвардейского механизированного корпуса, участвовал в Сталинградской битве при разгроме попытки группы армий «Дон» Манштейна деблокировать окруженную в Сталинграде 6-ю армию Паулюса (Котельниковская операция) и в Ростовской наступательной операции.
С 2 марта 1943 года полковник Кириченко И. Ф. — командир 29-го танкового корпуса. В ходе Курской битвы в составе 5-й гвардейской танковой армии Степного фронта корпус принимал участие в танковом сражении под Прохоровкой, а затем в Белгородско-Харьковской наступательной операции. В октябре-декабре 1943 года танкисты корпуса И. Ф. Кириченко активно участвовали в наступлении войск Степного (с 20 октября 1943 года — 2-го Украинского) фронта на Криворожском направлении и в операции по расширению плацдарма на правом берегу реки Днепр южнее Кременчуга. Генерал-майор танковых войск (7 июня 1943). За участие в освобождении 9 декабря 1943 года города Знаменка Кировоградской области Украины приказом Верховного Главнокомандующего И. В. Сталина 29-й танковый корпус удостоен почётного наименования «Знаменский».
В январе 1944 года, принимая участие в Кировоградской наступательной операции войск 2-го Украинского фронта, корпус генерала Кириченко отличился при освобождении областного центра Украины — Кировограда. В феврале 1944 года участвовал в Корсунь-Шевченковской наступательной операции. В ходе Уманско-Ботошанской наступательной операции 29-й танковый корпус (5-я гвардейская танковая армия, 2-й Украинский фронт) под командованием генерал-лейтенанта танковых войск Кириченко И. Ф. в марте-апреле 1944 года прошёл с боями почти 300 километров, форсировал реки Южный Буг, Днестр и Прут, освободил города Умань (Черкасская область Украины) и Сороки (Молдавия).
С июня 1944 года И. Ф. Кириченко — заместитель командующего 5-й гвардейской танковой армии на 1-м Прибалтийском фронте, участвовал в Белорусской и Прибалтийской наступательных операциях. С января 1945 года — командир 9-го танкового корпуса на 1-м Белорусском фронте. Этим соединением комкор Кириченко командовал в Висло-Одерской, Восточно-Померанской и Берлинской наступательных операциях. Командир 9-го танкового корпуса (33-я армия, 1-й Белорусский фронт) генерал-лейтенант танковых войск И. Ф. Кириченко в январе 1945 года умело руководил соединениями и частями в ходе Варшавско-Познанской наступательной операции при прорыве немецкой обороны на левом берегу реки Висла, освобождении польских городов Радом, Лодзь, Калиш, Сулехув при выходе к реке Одер.
За умелое руководство танковым корпусом и проявленные при этом решительность и мужество Указом Президиума Верховного Совета СССР от 6 апреля 1945 года генерал-лейтенанту танковых войск Кириченко Ивану Фёдоровичу присвоено звание Героя Советского Союза с вручением ордена Ленина и медали «Золотая Звезда» (№ 6413).

### Послевоенные годы

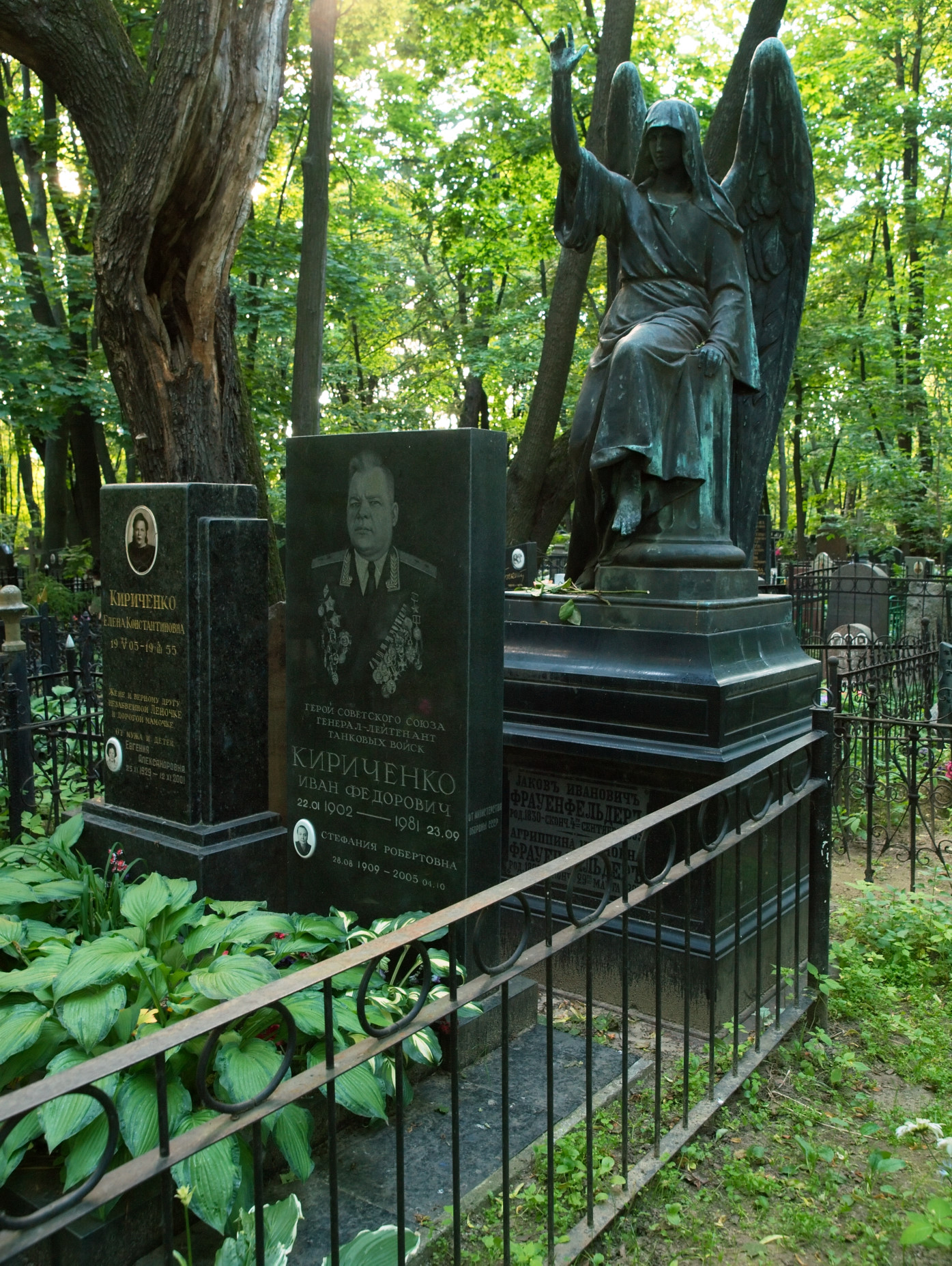
Надгробный памятник на Введенском кладбище.

После войны И. Ф. Кириченко продолжил службу в Советской Армии. Продолжал до февраля 1946 года командовать корпусом, который в июне 1945 года был переформирован в 9-ю танковую дивизию. В 1948 году окончил Высшую военную академию имени К. Е. Ворошилова.
С апреля 1948 года — командующий бронетанковыми и механизированными войсками Северной группы войск (Польша), с мая 1950 года — на той же должности в Московском военном округе. С января 1954 года — помощник командующего войсками Московского военного округа по танковому вооружению. С декабря 1956 года — старший военный советник командующего бронетанковыми и механизированными войсками Народно-освободительной армии Китая, с марта 1959 года — старший группы специалистов по бронетанковой техники в Китае.
С декабря 1959 года генерал-лейтенант танковых войск И. Ф. Кириченко — в запасе. Жил в Москве по адресу: 2-я Песчаная улица, д. 6, кор. 2.
Умер 23 сентября 1981 года. Похоронен на Введенском кладбище (4 уч.).

## Награды и звания
Советские государственные награды:
- Герой Советского Союза (6 апреля 1945);
- 4 ордена Ленина (2 января 1941[3], 14 апреля 1942, 22 февраля 1944, 6 апреля 1945);
- 3 ордена Красного Знамени;
- 2 ордена Суворова II степени (29 мая 1945[9]);
- орден Отечественной войны I степени (29 марта 1943);
- медали.

Иностранные государственные награды:
- орден Красного Знамени (Монголия, 1939);
- орден «Легион почёта» степени командора (США, август 1944)[10].